# John Greyson
John Greyson (Toronto, 1960) è un regista, sceneggiatore e produttore cinematografico canadese.

## Biografia
Nasce a Toronto, nell'Ontario in Canada nel 1960. Attivo sostenitore ed organizzatore di campagne contro l'AIDS. Vive attualmente a Toronto.
Nel 1987 gira il cortometraggio A Moffie Called Simon dedicato alla vita di Simon Nkoli, l'attivista sudafricano che si è battuto per i diritti delle persone omosessuali e contro apartheid e AIDS.

## Filmografia

### Costumista
- The Perils of Pedagogy (1984)
- Kipling Meets the Cowboy (1985)
- The Jungle Boy (1985)
- Moscow Does Not Believe in Queers (1986)
- A Moffie Called Simon (1987)
- Pissoir (1988)
- The Making of Monsters (1991)
- Zero Patience (1993)
- You Taste American (1994)
- After the Bath (1995)
- Lilies - Les feluettes (1996)
- Uncut (1997)
- The Law of Enclosures (2000)
- Paradise Falls (2001) - (serie TV)
- Queer as Folk (2001-2002) - (serie TV 4 episodi)
- Made in Canada (2001-2003) - (serie TV 2 episodi)
- Proteus (2003)

## Sceneggiatore
- Pissoir (1988)
- The Making of Monsters (1991)
- Zero Patience (1993)
- Uncut (1997)
- The Law of Enclosures (2000)
- Proteus (2003)

## Produttore
- Uncut (1997)
- The Law of Enclosures (2000)
- Proteus (2003)